# Peironet
Peironet fou un trobador català. El nom és un diminutiu del nom occità Peire, Pere. Alguns estudiosos han defensat que és la mateixa persona que Pere Salvatge.
Va viatjar amb la comitiva de l'infant Pere el Gran, hereu de Jaume el Conqueridor, l'octubre de 1268 a Sant Celoni. Va compondre un Tençó amb l'infant discutint la guerra amb el comtat d'Urgell que Pere havia fet de setembre a desembre d'aquest mateix any. Amb un altre joglar que no participa en l'intercanvi poètic portaven un missatge a l'infant sobre l'estat del seu pare el rei. Peironet parla sobre armes i amors, guerra i amor, els dos temes preferits dels trobadors. L'íncipit de la cançó és Can vey En Peyronet ploran ("Quan veig en Peironet plorant"), consta de dues estrofes de l'hereu i una resposta de dues estrofes del missatger.